# جليل طريف
جليل طريف اقتصادي أردني. يشغل حاليا منصب الأمين العام للاتحاد العربي لهيئات الأوراق المالية.

## التعليم
حصل جليل طريف على بكالوريوس العلوم في الاقتصاد من الجامعة الأردنية عام 1978. كما أنه حاصل على دبلوم في الاقتصاد من مركز التنمية الدولي الياباني وماجستير في الاقتصاد من الجامعة الأردنية.

## المسار المهني
بدأ طريف حياته المهنية في البنك المركزي الأردني وشغل مناصب المدير التنفيذي ونائب المدير العام في سوق عمان المالي بين عامي 1992 و1999، حيث أشرف على سوق رأس المال الأردني بأكمله. من خلال منصبه كنائب للمدير العام ، ساعد طريف في كتابة قانون الأوراق المالية الجديد الذي نفذ الكيانات المنفصلة الثلاثة التي تشكل سوق رأس المال الأردني اليوم. في عام 1999، تم تعيين جليل طريف كأول رئيس تنفيذي لبورصة عمان. خلال فترة توليه منصب الرئيس التنفيذي ، نفذت بورصة عمان نظام التداول الإلكتروني وجميع القواعد واللوائح المطلوبة لتشغيل البورصة. ترك منصبه كرئيس تنفيذي في ديسمبر 2012 ليصبح الأمين العام للاتحاد العربي لهيئات الأوراق المالية الموجود في دبي.
وتشمل بعض الأدوار التي لعبها طريف خلال حياته المهنية: رئيس مجموعة مستخدمي NSC-Unix ،Atos-Euro Next Market Solutions؛ رئيس اللجنة الاستشارية للمنظمة المستقلة للتنظيم الذاتي؛ عضو مجموعة عمل حوكمة الشركات بمنظمة التعاون الاقتصادي والتنمية بمنطقة الشرق الأوسط وشمال إفريقيا (OECD). رئيس FIAS. بالإضافة إلى ذلك، قاد طريف الفريق الذي أسس البورصة في فلسطين. كما شارك في اجتماعات مع صندوق النقد الدولي، والبنك الدولي للإنشاء والتعمير، ومنظمة IOSCO ، WFE ،FEAS والأونكتاد.
يغطي سجل بحث طريف ما يلي: دور أسواق رأس المال في الخصخصة. الشفافية؛ معالجة ضريبة الدخل للاستثمار؛ معوقات جذب الاستثمار الأجنبي؛ الهيكل القانوني للبورصات العربية؛ الدين الخارجي والتنمية الاقتصادية؛ مراقبة النقد الأجنبي وحوكمة الشركات.